# Reklama teaserowa
Reklama teaserowa, zwana też reklamą drażniącą – typ reklamy dokonywanej w co najmniej dwóch odsłonach. W pierwszym etapie podawany jest komunikat mający zaciekawić konsumenta, w drugim etapie podawany jest komunikat właściwy.
Teaser musi zaskoczyć, skłonić do myślenia. Sprawdza się podczas wprowadzania na rynek nowej marki, produktu lub poważnej zmiany oferty firmy. Powinien zbudować w odbiorcy napięcie i wyzwolić chęć odgadnięcia, co może się kryć za zagadkowym przekazem. Zachęcony i podrażniony konsument chce wiedzieć więcej, chce znać zakończenie tej historii, dlatego też oczekuje na jej finał.
Przykłady
- na billboardzie pojawia się slogan: MOC emocji. Slogan ozdobiony jest rysunkiem głowy byka. W kolejnej odsłonie ciekawość wzbudzona tym komunikatem jest zaspokojona: ujawnia się reklamodawca – jedna z firm ubezpieczeniowych.
- przed piłkarskimi Mistrzostwa Europy w 2008 roku pojawiła się reklama teaserowa z trenerem reprezentacji Polski, Leo Beenhakkerem, oraz pytanie: „Jakie zmiany ujawni Leo Beenhakker?” (w domyśle – w składzie Polaków). Po kilku dniach oczekiwania okazało się, że Leo Beenhakker zachęca do zmiany, ale konta w banku Bank Zachodni WBK: „Zmień konto – dla pieniędzy!”.

Teaser w Polsce wykorzystują m.in. Play, Lech, T-Mobile (sieć telefonii komórkowej) oraz różne sieci internetowe.